# Линец (озеро, Ушачский район)
Лине́ц (бел. Ліне́ц) — озеро в Ушачском районе Витебской области Белоруссии. Относится к бассейну реки Туровлянка. Находится в 19 км к востоку от городского посёлка Ушачи, в 1 км от к западу от деревни Загорье.
Площадь поверхности составляет 0,08 км². Длина — 0,47 км, наибольшая ширина — 0,22 км. Длина береговой линии — 1,2 км.
Озеро располагается посреди болота. Берега изобилуют зыбунами. Водоём существенно зарастает.
Озёра Линец и Веркудское соединяются каналом.